# Isole Seahorse
Le isole Seahorse (in inglese Seahorse Islands) sono un cordone di isole sabbiose dell'Alaska (USA) nel mare dei Čukči. Amministrativamente appartengono al Borough di North Slope.
Le isole hanno ricevuto questo nome dal capitano Frederick William Beechey nel 1826. Seahorse (in italiano "cavallo marino") è un antico termine per tricheco..

## Geografia
Le isole si trovano sulla costa settentrionale dell'Alaska, 1,7 km ad est di Point Franklin, una stretta striscia di terra che assieme alle isole racchiude la baia Peard (Peard Bay). L'isola più lunga misura 5 km, il punto più alto raggiunge i 2 m. La loro forma è cambiata nel corso degli anni.